# Třída Álvaro de Bazán
Třída Álvaro de Bazán (též třída F100) je třída univerzálních fregat španělského námořnictva, vybavených americkým zbraňovým systémem Aegis a multifunkčním radarem SPY-1D. Jsou to první evropská plavidla a zároveň první plavidla o velikosti fregat vybavená systémem Aegis. Slouží jako velitelská plavidla a prostředky boje proti letadlům, lodím i ponorkám. Původně bylo objednáno šest fregat této třídy, později byla stavba šesté jednotky zrušena. Na základě třídy Álvaro de Bazán byly dále vyvinuty norské fregaty třídy Fridtjof Nansen a australské torpédoborce třídy Hobart.

## Stavba
Španělsko se roku 1983 připojilo k projektu evropské fregaty typu NFR-90, kterou mělo sdílem osm států NATO. Projekt ale byl roku 1989 zrušen pro rozdílnost požadavků jednotlivých zemí. Vývoj samotných fregat F-100 posléze proběhl jako součást společného projektu TFC (Trilateral Frigate Cooperation) nastartovaného roku 1994 ve spolupráci s Německem a Španělskem. Projekt se lišil tím, že zahrnoval pouze konstrukci samotné lodě, ale ne jejím vybavením a stavbou. Na jeho základě Německo postavilo vlastní příbuznou třídu Sachsen a Nizozemsko svou třídu De Zeven Provinciën.
Všechny lodě staví španělská společnost Navantia (nejprve E.N. Bazán, později též IZAR) v loděnici ve Ferrolu. Stavba první čtyřkusové série, zahrnující fregaty Álvaro de Bazán, Almirante Juan de Borbón, Blas de Lezo a Méndez Núnez byla objednána v roce 1997. Do služby byly zařazeny v letech 2002–2006. V roce 2006 vláda schválila stavbu páté jednotky, pojmenované Cristóbal Colón. Stavba fregaty Juan de Austria byla později zrušena.
Jednotky třídy Álvaro de Bazán:
| Jméno                            | Založení kýlu   | Spuštěna           | Vstup do služby  | Status         |
| -------------------------------- | --------------- | ------------------ | ---------------- | -------------- |
| Álvaro de Bazán (F-101)          | 14. června 1999 | 27. října 2000     | 19. září 2002    | aktivní        |
| Almirante Juan de Borbón (F-102) | 27. října 2000  | 28. února 2002     | 3. prosince 2003 | aktivní        |
| Blas de Lezo (F-103)             | 4. března 2002  | 16. května 2003    | prosinec 2004    | aktivní        |
| Méndez Núñez (F-104)             | 16. května 2003 | 12. listopadu 2004 | březen 2006      | aktivní        |
| Cristóbal Colón (F-105)          | 29. června 2007 | 4. listopadu 2010  | 23. října 2013   | aktivní        |
| Juan de Austria (F-106)          | –               | –                  | –                | stavba zrušena |

## Konstrukce

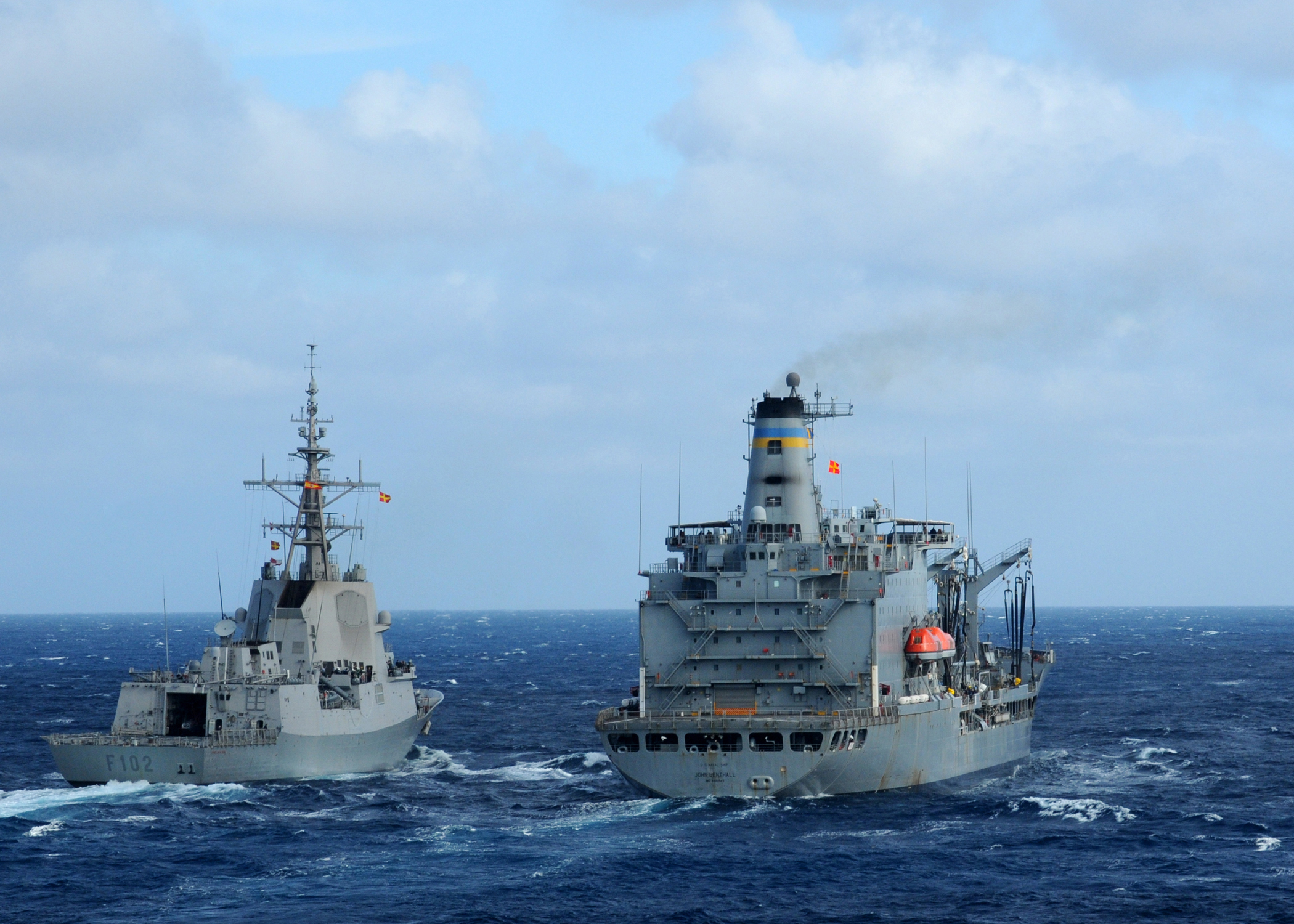
Fregata Almirante Juan De Borbon (F 102) s americkým tankerem USNS John Lenthall (T-AO 189)

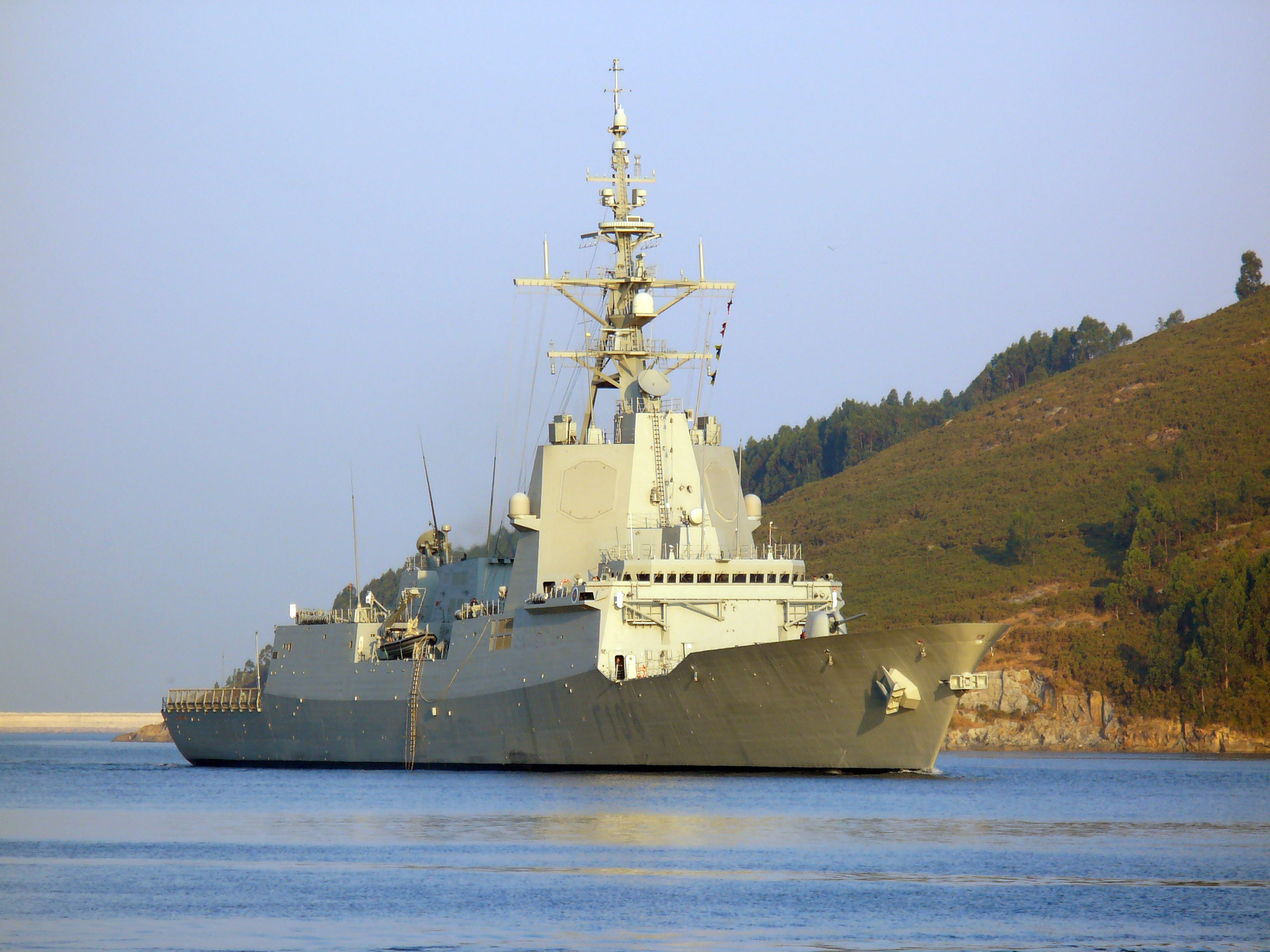
Čtvrtá jednotka Méndez Núñez (F-104)

V designu a konstrukci fregat byly uplatněny prvky technologií stealth. Multifunkční radar SPY-1D systému Aegis je umístěn na vrcholu vysoké pyramidové nástavby, což lodi dává charakteristickou siluetu. Systém Aegis přitom dokáže najednou sledovat stovky cílů a zároveň zajišťovat řízení palby. Hladinový naváděcí radar je typu AN/SPS-67, navigační radary typu AN/SPS-73. Trupový sonar je typu Raytheon DE1160 LF. K vlastní obraně slouží čtyři vrhače klamných cílů Mk 36 SRBOC a systém protizbraní vybavený akustickými torpédy AN/SLQ-25A Nixie.
V příďové dělové věži se nachází jeden 127mm kanón United Defence Mk 45. Hlavňové zbraně menších ráží zastupuje jeden 20mm obranný systém Meroka a dva 20mm kanóny Oerlikon. Mezi dělovou věží a můstkem se dále nachází 48násobné vertikální odpalovací zařízení Mk 41, ve kterém je standardně uloženo 32 protiletadlových řízených střel Standard SM-2MR Block IIIA s dosahem 70 km a 64 protiletadlových řízených střel RIM-162 ESSM s dosahem 50 km (ty jsou ve čtyřnásobných kontejnerech). Údernou protilodní výzbroj představují dva čtyřnásobné kontejnery protilodních řízených střel Boeing Harpoon s dosahem 120 km. Protiponorkovou výzbrojí jsou dva pevné dvouhlavňové 324mm protiponorkové torpédomety Mk 32, ze kterých jsou vypouštěna lehká protiponorková torpéda Mk 48. Na zádi fregat se nachází přistávací plocha a hangár pro jeden protiponorkový vrtulník Sikorsky SH-60B LAMPS III Seahawk.
Pohonný systém je koncepce CODOG. Lodě mají dvě plynové turbíny General Electric LM2500 a dva diesely Bazán Bravo-12. Lodní šrouby jsou dva. Nejvyšší rychlost dosahuje 29 uzlů.

## Služba
V červenci 2025 fregata Méndez Núñez navštívila japonské základny v Jokosuce a Kure. Byla to první návštěva španělské válečné lodě v Japonsku po 131 letech. Zemi naposledy v roce 1894 navštívil španělský nechráněný křižník Don Juan de Austria. Japonsko několikrát navštívila pouze cvičná loď španělského námořnictva Juan Sebastián de Elcano (A-71).